# Filmfestivalen i Berlin 2013
Filmfestivalen i Berlin 2013 (tyska: 63. Internationalen Filmfestspiele Berlin) var den 63:e officiella upplagan av Filmfestivalen i Berlin. Den gick av stapeln sjunde till 17 februari 2013 i Berlin, Tyskland. Hongkong-regissören Wong Kar-wai var juryordförande. Wongs film Yi dai zong shi ("Första generationen mästare") var öppningsfilm, och visades utom tävlan. Guldbjörnen gick till den rumänska filmen Cornelias kärlek (Poziția copilului) i regi av Călin Peter Netzer.

## Huvudtävlan
Följande filmer valdes till huvudtävlan:
| Svensk titel                              | Ursprungstitel                            | Regissör           | Produktionsland                                  |
| ----------------------------------------- | ----------------------------------------- | ------------------ | ------------------------------------------------ |
|                                           | Camille Claudel 1915                      | Bruno Dumont       | Frankrike                                        |
|                                           | Dolgaja stjastlivaja zjizn                | Boris Chlebnikov   | Ryssland                                         |
| Betties resa                              | Elle s'en va                              | Emmanuelle Bercot  | Frankrike                                        |
|                                           | Epizoda u životu berača željeza           | Danis Tanović      | Bosnien, Frankrike och Slovenien                 |
| Gloria                                    | Gloria                                    | Sebastián Lelio    | Chile, Spanien                                   |
|                                           | Gold                                      | Thomas Arslan      | Tyskland                                         |
|                                           | Layla Fourie                              | Pia Marais         | Tyskland, Sydafrika, Frankrike och Nederländerna |
| The Necessary Death of Charlie Countryman | The Necessary Death of Charlie Countryman | Fredrik Bond       | Förenta staterna                                 |
|                                           | Nugu-ui Ddal-do Anin Haewon               | Hong Sang-soo      | Sydkorea                                         |
| Paradis – hopp                            | Paradies: Hoffnung                        | Ulrich Seidl       | Österrike, Frankrike, Tyskland                   |
|                                           | Pardé                                     | Jafar Panahi       | Iran                                             |
| Cornelias kärlek                          | Poziția copilului                         | Călin Peter Netzer | Rumänien                                         |
| Prince Avalanche                          | Prince Avalanche                          | David Gordon Green | Förenta staterna                                 |
| Promised Land                             | Promised Land                             | Gus Van Sant       | Förenta staterna                                 |
|                                           | La Religieuse                             | Guillaume Nicloux  | Frankrike, Tyskland och Belgien                  |
| Side Effects                              | Side Effects                              | Steven Soderbergh  | Förenta staterna                                 |
|                                           | Uroki Garmonii                            | Emir Baigazin      | Kazakstan och Tyskland                           |
|                                           | Vic + Flo ont vu un ours                  | Denis Côté         | Kanada                                           |
|                                           | W imię...                                 | Małgośka Szumowska | Polen                                            |

## Jury
Juryn för huvudtävlan utgjordes av följande:
- Wong Kar-wai, Hongkong-regissör, ordförande
- Susanne Bier, dansk regissör
- Andreas Dresen, tysk regissör
- Ellen Kuras, amerikansk filmfotograf och regissör
- Shirin Neshat, iransk konstnär och regissör
- Tim Robbins, amerikansk skådespelare
- Athina Rachel Tsangari, grekisk regissör och producent

## Priser
Huvudtävlan:
- Guldbjörnen – Poziția copilului av Călin Peter Netzer
- Silverbjörnen
  - Juryns stora pris – Epizoda u životu berača željeza av Danis Tanović
  - Alfred Bauer-priset – Vic+Flo ont vu un ours av Denis Côté
  - Bästa regi – David Gordon Green för Prince Avalanche
  - Bästa kvinnliga skådespelare – Paulina García i Gloria
  - Bästa manliga skådespelare – Nazif Mujić i Epizoda u životu berača željeza
  - Bästa manus – Jafar Panahi för Pardé
  - Bästa tekniska insats – Aziz Zhambakiyev för fotot i Uroki Garmonii
- Hedersomnämnanden
  - Promised Land av Gus Van Sant
  - Layla Fourie av Pia Marais
- Panorama
  - The Act of Killing av Joshua Oppenheimer